# دوغال كارمايكل
دوغال كارمايكل هو سياسي كندي، ولد في 8 نوفمبر 1885 في كولينجوود في كندا، وتوفي في 15 سبتمبر 1945 في أوتاوا في كندا. نشط حزبياً في United Farmers of Ontario ‏. وقد انتخب عضو برلمان مقاطعة أونتاريو ‏.